# Colón (familia)
La casa de Colón (en italiano, casa di Colombo; en portugués, casa de Colombo), usualmente referida como la familia Colón (en italiano, famiglia di Colombo), es una importante familia originaria de Génova, según la mayoría de los historiadores. 
Gracias al miembro más ilustre de la familia, el navegante y cartógrafo Cristóbal Colón, que descubrió América mientras intentaba llegar a la India, la familia se desarrolló posteriormente en España, Portugal y el Nuevo Mundo. 

## Historia
El primer fundador conocido de la familia es Giovanni Colombo, cardador y lanero de profesión. Su hermano era Nicolino Colombo, hermano de Lancia, que se trasladó a Cogoleto en 1376 y cambió su nombre de Nicolino a Domenico, originando la rama típicamente corsaria de la familia Colón de Cogoleto. Domenico Colombo tuvo dos hijos confirmados, Cristoforo y Bartolomeo, de los cuales este Cristoforo, primo de Cristóbal Colón, fue también almirante. 
Giovanni Colombo tuvo cuatro hijos: Domingo —padre de Cristóbal Colón—, Franceschino, Giacomo —a petición explícita del marqués Guillermo VIII Paleólogo y príncipe del Imperio al papa Pablo II, obtuvo la investidura como obispo titular de Belén— y Bertino —apoyó al marqués Teodoro, por mar y por tierra, en la conquista de Savona, de modo que, en 1419, fue definido expresamente como familiar del marqués y, por tanto, Paleólogo—, emparentado con la familia aristocrática de Teodoro II de Montferrato. 

## La familia de Domingo Colón
Se han realizado numerosas investigaciones sobre los orígenes geográficos de la familia Colón, que posteriormente han llegado a resultados diferentes y contradictorios. La primera teoría afirma que los padres de Cristóbal Colón vivían en un lugar llamado Terrarossa, no lejos de Nervi, en Génova, en el valle de Fontanabuona. Domingo Colón era, por tanto, ciudadano genovés y vivía en la parroquia de san Esteban, con su esposa Susanna Fontanarossa. Según esta reconstrucción, parece fuera de toda duda que Domingo, padre de Cristóbal, tejedor de paños de lana, vivió durante mucho tiempo en Fontanabuona, dejando la casa de su padre cuando su padre murió entre 1440 y 1444.
En consecuencia, Cristóbal, nacido en 1447-1451, nació también donde vivía el cabeza de familia de la época: en Fontanabuona, donde todavía existe la casa en la que nació Cristóbal, que lleva el nombre «Casa de Colón», y ubicada en un grupo de casas llamado Terrarossa superior, y el lugar donde existía el follo de Domingo Colón, para el abatanado. Los orígenes placentinos de Domingo están respaldados por algunas escrituras notariales, estipuladas ante el notario de Plasencia, Giacomo Cucheria, con fecha del 5 de abril de 1443.
En ellos se dice que Domingo Colón es el padre de Cristóbal y que Cristóbal es el hermano mayor de Bartolomé, y que Domingo, que ya residía en Génova en ese momento, era hijo de Giovanni, que vivía en la villa de Pradello, y que el padre de este Giovanni era un tal Bartolino Colombo, que fundó la fiducia de las tierras de Pradello, que declaró inalienable fuera del linaje Colón.
Algunos historiadores creen que es posible conciliar las reclamaciones genovesas con las placentinas. En realidad, Domingo habría nacido en Génova, o en su territorio, pero habría sido hijo de padres de la zona de Plasencia. Ante la ausencia de ciertos documentos, muchos historiadores ya habían señalado en el pasado que las «familias Colombo», que tienen un hijo Cristoforo y un padre Domenico, son más de una, con diferente madre, ejerciendo diferentes profesiones, teniendo diferente riqueza, con diferente origen, con diferente residencia.

## Heráldica
La armería original de la casa de Colón estaba sujeta al siguiente blasón: de oro, con banda azur, con cabeza gules. Así fue hasta 1493 cuando, por privilegio concedido en Barcelona el 20 de mayo, los Reyes Católicos otorgaron a Cristóbal Colón un nuevo escudo, en atención a sus descubrimientos y servicios prestados a la corona.

## Árbol genealógico
Hasta 1578, el árbol familiar fue el siguiente:
- 1 Giovanni Colombo, 1421 en Génova
  - 1.1 Domingo Colón, nacido hacia 1421 en Génova, tejedor, † después de 1494, se casó alrededor de 1445 con Susanna Fontanarossa, hija de Jacobo Fontanarossa 
    - 1.1.1 Cristóbal Colón (1451-20 de mayo de 1506), gran almirante y virrey de las Indias occidentales, casado desde 1474 hasta 1477 en Lisboa con doña Felipa Moniz. 
      - 1.1.1.1 Don Diego Colón (* 1478, † 23 de febrero de 1526), almirante de las Indias Occidentales después de 1506, virrey en 1520, casado en 1508 con doña María Álvarez de Toledo y Rojas, hija de Fernando Álvarez de Toledo y Enríquez (hermano de Fadrique Álvarez de Toledo y Enríquez, II duque de Alba de Tormes) 
        - 1.1.1.1.1,2,5,6 Cuatro hijas: Felipa, María, Juana e Isabel
        - 1.1.1.1.3 Don Luis Colón y Toledo (* 1521 en Santo Domingo; † 3 de febrero de 1572 en Orán), I Duque de Veragua, capitán general de Santo Domingo
        - 1.1.1.1.4 Don Cristóbal Colón y Toledo
          - 1.1.1.1.4.1 Don Diego Colón y Toledo † 1578, II duque de Veragua, IV almirante de las Indias Occidentales
          - 1.1.1.1.4.2 Francisca, cuyos descendientes son hoy en día los duques de Veragua

      - 1.1.1.2 Don Fernando Colón (* 15 de agosto de 1488; † 12 de julio de 1539), hijo de doña Beatriz Enríquez de Arana

    - 1.1.2 Giovanni Colombo, murió antes de 1477 en Génova
    - 1.1.3 Don Bartolomé Colón (* 1460, † 1514 en La Española), gobernador adjunto de La Española en 1497
    - 1.1.4 Bianchinetta Colombo (* 1464?), casada con Giacomo Bavarello
    - 1.1.5 Don Diego Colón (* 1468? en Génova?; † 21 de febrero de 1515 en Sevilla)